# Blind & Hässlich
Blind & Hässlich ist ein deutscher Kinofilm von Tom Lass. Die Uraufführung erfolgte am 26. Juni 2017 auf dem Filmfest München, der Kinostart am 21. September 2017. Der Film entstand im Rahmen der Sendereihe Das kleine Fernsehspiel vom ZDF.

## Handlung
Jona ist von zuhause abgehauen und mietet sich im Blindenwohnheim ihrer Freundin Cécile ein, da sie kein passendes WG-Zimmer für sich gefunden hat. Sie spielt dabei die Blindheit nur vor und vertröstet den Hauswart, der eigentlich ihre entsprechenden Bescheinigungen benötigt. Auf einer Brücke begegnet sie dem Einzelgänger Ferdi, der offensichtlich aus Verzweiflung hinunterspringen will. Sie kann ihn davon abhalten und es kommt zu mehrmaligen Treffen der beiden und sie verlieben sich ineinander. Sie spielt aber beständig die Blindheit allen Menschen vor. Sie bekommt einen Job im Büro eines Technoclubs und gerät auch ins Interesse des Betreibers Björn. Als die Lüge herauskommt, wird der Betreiber Björn aggressiv gegenüber Jona. Ferdi fühlt sich hintergangen und spring vom Hausdach, wird aber mit einem Sprungtuch gerettet. Schließlich rettet sie Ferdi aus einer Schlägerei mit Björn und spricht die Wahrheit aus. Das Paar läuft in den Sonnenuntergang, während die blinde Cécile zurückbleibt, die sich in Björn verliebt hatte.

## Produktion
Blind & Hässlich entstand in Koproduktion mit der ZDF-Redaktion Das kleine Fernsehspiel. Wie auch bei den beiden zuvor von Lass inszenierten Filmen Papa Gold und Kaptn Oskar wurde zu einem großen Teil auf den Einsatz eines ansonsten üblichen ausformulierten Drehbuches verzichtet. Entsprechend waren sowohl die Dialoge als auch die expliziten Handlungen der Schauspieler improvisiert und entstanden spontan im Moment der Filmaufnahmen.
Sowohl aus finanziellen Gründen als auch zur Wahrung der ständigen Möglichkeit zur Spontaneität und Improvisation wurde bei den Dreharbeiten auf den Einsatz von Lichttechnik gänzlich verzichtet.

## Auszeichnungen
- 2017: FIPRESCI-Preis beim Filmfest München
- 2018: Preis der deutschen Filmkritik 2017 – Auszeichnung in der Kategorie Beste Darstellerin für Clara Schramm und Naomi Achternbusch[5]